# Straßenbahn Okayama

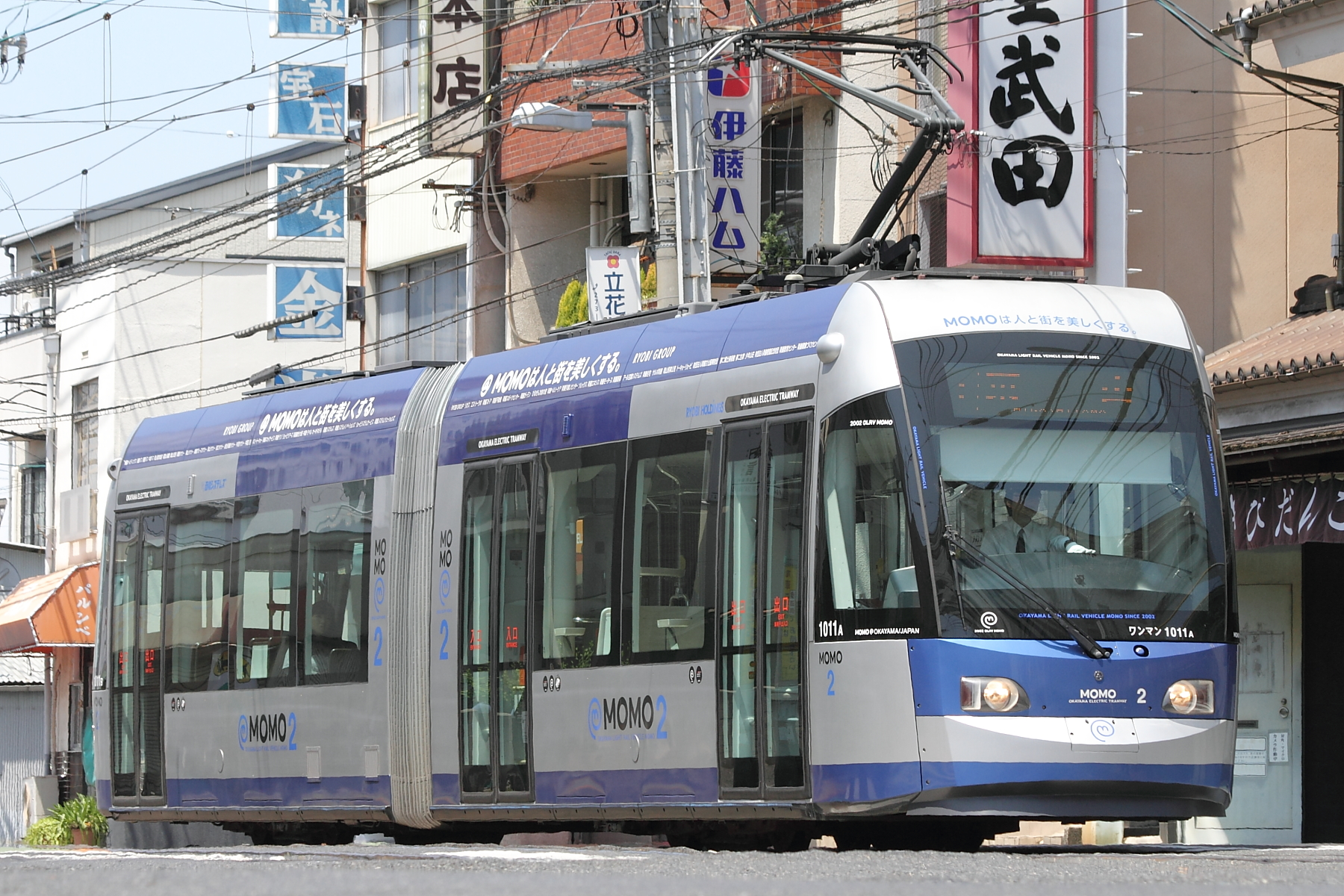
Niederflurfahrzeug „MOMO²“ in Higashiyama

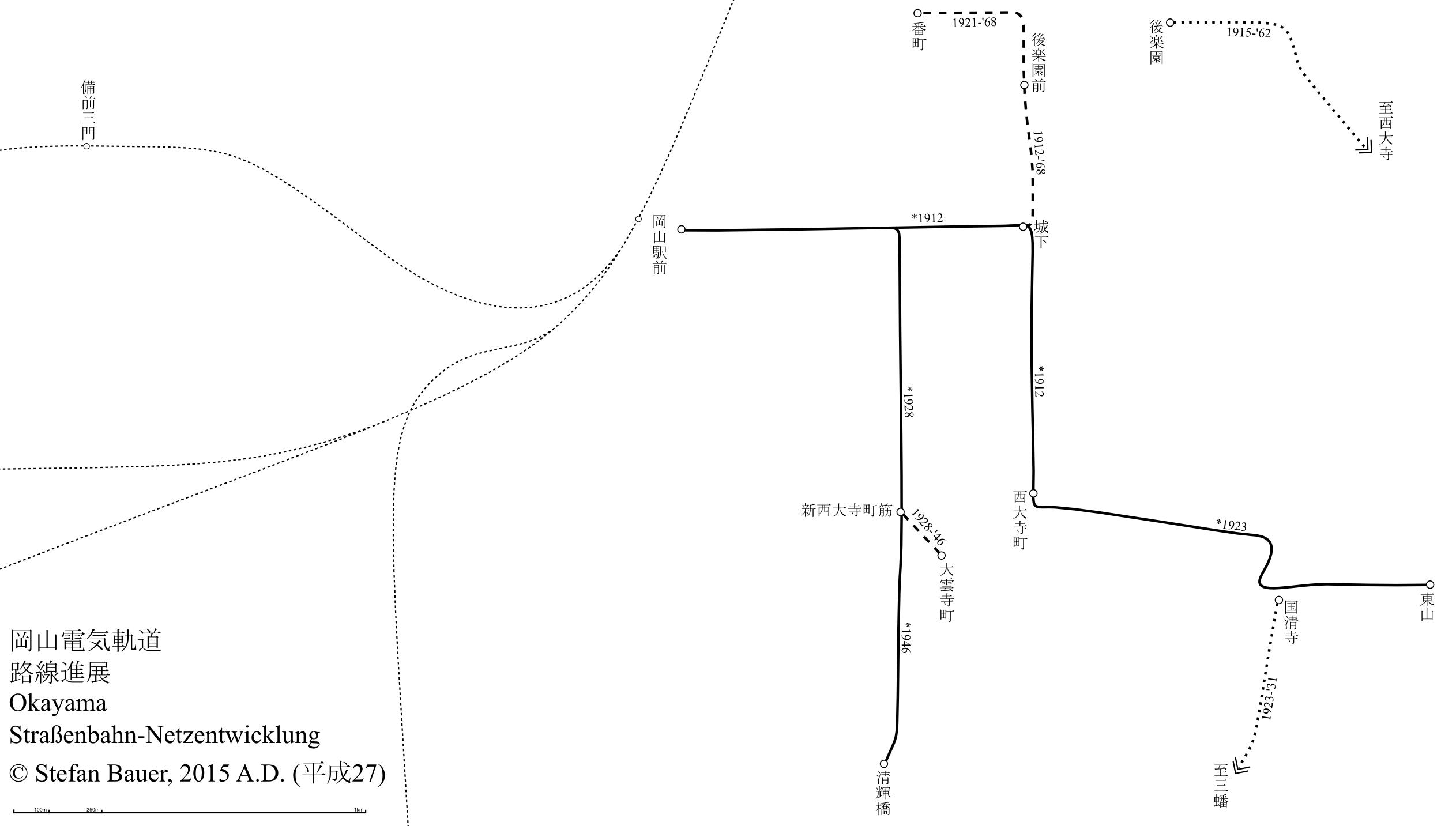
Netzentwicklung (durchgezogen = Bestand, unterbrochen = stillgelegt)

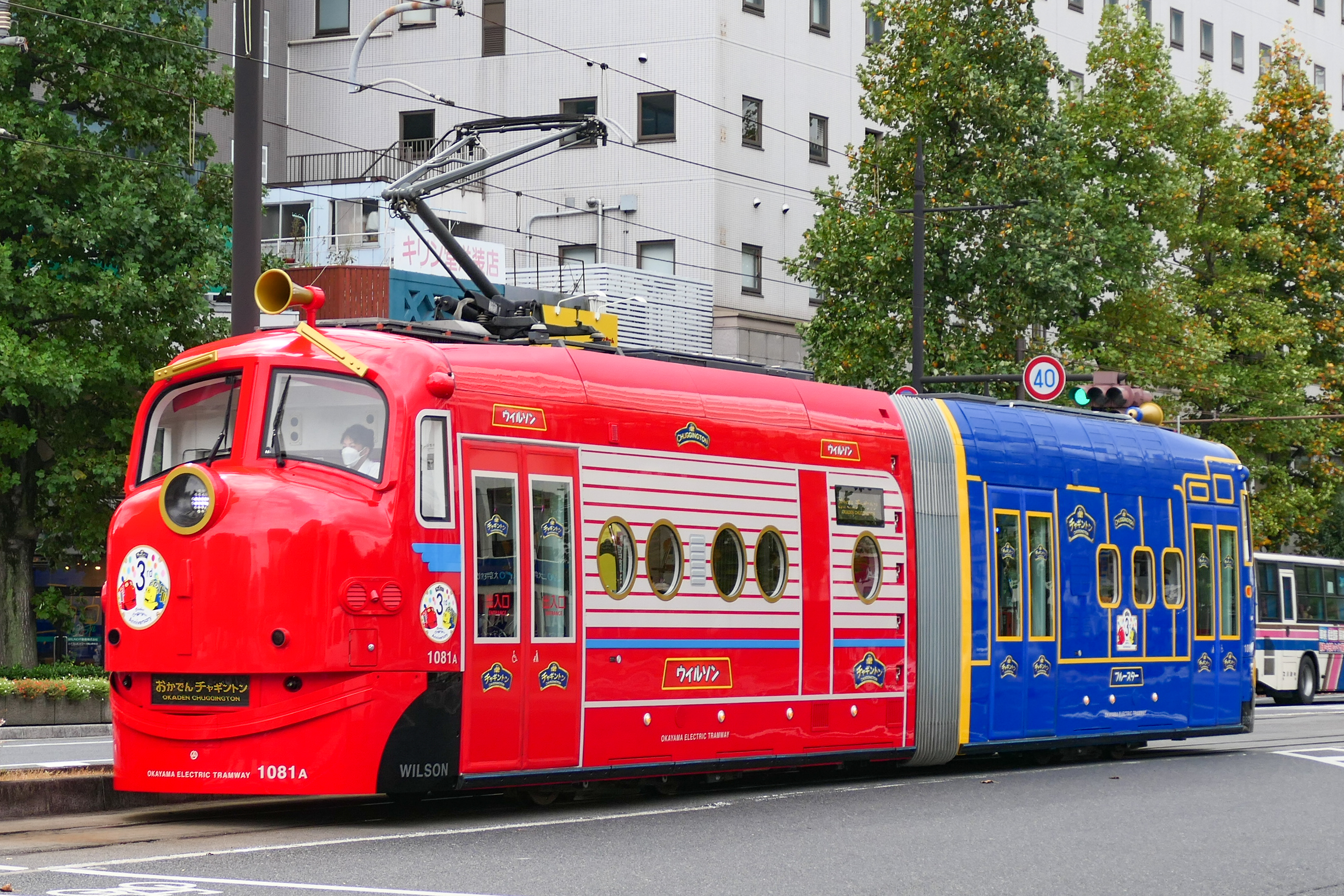
Niederfluriger Chuggington-Sonderwagen

Die Straßenbahn Okayama ist das Straßenbahnnetz in Okayama auf der Insel Honshū in Japan. Es wird durch die Privatgesellschaft Okayama Denki Kidō K.K. (jap. 岡山電気軌道株式会社), kurz Okaden (岡電), betrieben.
Das Netz besteht aus zwei Linien, die beide am Hauptbahnhof beginnen. Bereits nach 500 m Fahrt gen Osten zweigt Linie 2 geradewegs nach Süden ab und endet an der Station Seikibashi (清輝橋), wohingegen Linie 1 im Zickzack nach Südosten bis Higashiyama (東山) führt. Das letzte Streckendrittel nach Überquerung des Asahikawa (旭川) weist nur noch eine sehr rudimentäre Infrastruktur auf.
Schon bei der Eröffnung 1912 wurde eine weitere Strecke nach Norden angelegt, welche jedoch 1968 stillgelegt wurde. Nach einigen Erweiterungen in den 1920er- und 1940er-Jahren erlangte das Netz seine größte Ausdehnung mit über 5,5 km. Seither kamen potentielle Erweiterungen sowie eine angedachte Durchbindung mit einer Regionalbahnlinie nicht über das Diskussionsstadium hinaus. Auch die häufig geforderte Umgestaltung des Bahnhofsvorplatzes konnte bisher nicht umgesetzt werden.
Eingesetzt werden (Stand Juni 2024) insgesamt 22 Fahrzeuge. Der Fuhrpark besteht größtenteils aus hochflurigen Einzelwagen. Es sind lediglich drei Niederflurwagen vorhanden, die als zweiteilige Kurzgelenkwagen mit einer Länge von 18 Metern, einer Breite von 2,40 Metern sowie 20 Sitzplätzen ausgeführt sind. Der erste Wagen, 2002 von Niigata Engineering und Bombardier hergestellt, erhielt die Nummer 9201 und wird „Momo“ (モモ) genannt. Die beiden weiteren Wagen wurden 2011 und 2018 von Niigata Transys gebaut, der erste erhielt den Namen „MOMO²“ und die Nummer 1011, der zweite Wagen mit der Nummer 1081 ist ein Sonderwagen in einem speziellen Design mit Bezug zur Fernsehserie Chuggington.